# Spiral Architect
Spiral Architect es una banda noruega de Metal Progresivo que integra elementos de Metal Extremo con otros de Jazz Fusión.

## Historia
Spiral Architect fue fundada en 1993 en Oslo, Noruega, cuando el guitarrista Steinar Gundersen ex-King's Quest, se unió a los restos de Anesthesia, compuesta por Kaj Gornitzka (guitarra), Lars K. Norberg (bajo) y Asgeir Mickelson (batería). Desde el comienzo, la banda resolvió diferenciar su música de la de bandas de metal vanguardistas contemporáneas como Watchtower, Fates Warning y Psychotic Waltz. La idea general era integrar de una vez por todas elementos de Jazz fusión con un metal inmaculado y explorar el metal técnico.
El nombre de la banda es el mismo del último tema del disco de 1973 de Black Sabbath, Sabbath Bloody Sabbath, y aunque existe correspondencia de género y predilección de los músicos, la homonimia no implica necesariamente un homenaje o un vínculo inmediato, como dice el bajista:

No estamos ajenos al hecho de que Black Sabbath tiene una canción llamada Spiral Architect. En realidad, Sabbath es probablemente mi grupo favorito de siempre, o por lo menos uno de ellos. Y aunque no hay relación musical directa entre ellos y nosotros, no sentimos fuera de lugar usar el nombre para nuestra banda. Por el contrario, todos pensamos que el nombre refleja muy bien el "espíritu" de la banda, tanto musical como ideológicamente. Es decir, es el nombre perfecto para nosotros.
Lars K. Norberg

Las primeras grabaciones oficiales de Spiral Architect fueron las canciones Fountainhead y Purpose, grabadas para el CD recopilatorio de bandas noruegas A Gathering... en 1995. Estas dos canciones también fueron lanzadas como un demo independiente en febrero de 1996 y tuvieron gran promoción en todo el mundo a través de revistas e internet. El demo ganó mucha popularidad en la escena underground del metal progresivo, y durante años Spiral Architect fue una banda sin contrato muy publicitada. Muchos sellos discográficos estaban interesados en firmar, pero la banda esperó y se siguió desarrollando.
Al grupo siempre le había faltado un vocalista, por lo que la voz en el demo de 1995 fue la del vocalista de sesión Leif Knashaug, antiguo compañero de Norberg, Mickelson y Gornitzka en Anesthesia. La inclusión del vocalista Øyvind Hægeland (ex-Manitou) en 1996, sentó las bases para una nueva era en el desarrollo de Spiral Architect, llegando el momento de cimentar lo que se convertiría en A Sceptic’s Universe, su álbum debut. La banda optó por un enfoque holístico en el arte de hacer la música y letra del disco, y así reflejar la visión racional y escéptica del mundo de los integrantes en el álbum y su filosofía.
En 1997 Spiral Architect firma un contrato de grabación para todo el mundo con el sello estadounidense The Laser’s Edge / Sensory Records. A Sceptic’s Universe fue grabado en junio de 1998 en Village Productions en Texas, EE. UU., con el productor Neil Kernon (Yes, Brand X, Queensrÿche, Nevermore). El álbum marca un cambio radical con respecto al demo de 1995, desarrollando más complejidad e intensidad y llevando la naturaleza del metal técnico aún más lejos.
Durante el período que duraron las sesiones de estudio se produjo, por diferencias creativas, la ruptura profesional entre Gornitzka y el resto de los integrantes de la banda. Es así como, durante la etapa previa al lanzamiento del disco y luego de audicionar a diversos guitarristas, Spiral Architect integra al sueco Andreas Jonsson a sus filas.
El disco fue lanzado en Japón el 16 de diciembre de 1999 (con la versión de Prelude to Ruin de Fates Warning como bonus track, originalmente grabada para el disco tributo a Fates Warning, Through Different Eyes) y el 18 de enero de 2000 en el resto del mundo.
Luego de una corta serie de conciertos en Noruega, Países Bajos y EE. UU., Spiral Architect dio su último concierto en noviembre de 2001 en el festival ProgPower USA II, y debido a diversas circunstancias, entre las que se cuentan el traslado de Hægeland a Estocolmo en 2005 y la intensa actividad de Gundersen y Norberg con Satyricon, los miembros no pudieron volver a reunirse para realizar presentaciones o trabajar intensivamente en nuevo material, por lo que a partir de esa fecha se generó un período de mucha actividad musical paralela al proyecto. Sobresalen en este período los trabajos de Norberg con Ihsahn, Hægeland con Scariot, y Mickelson con diversas bandas, tales como Vintersorg o Borknagar.
El 1 de octubre de 2010, con motivo del cumpleaños de Gundersen, Spiral Architect se reunió en el club John Dee de Oslo para dar un concierto después de 9 años. Sonaron en el evento Spinning, Cloud Constructor e Insect, y el encargado de la guitarra rítmica fue el compañero de giras de Gundersen, en Satyricon, Gildas Le Pape, debido al reciente alejamiento de Jonsson. La banda no tiene proyectos de hacer otra presentación y actualmente, a través de sus páginas oficiales de internet, les comunican a sus fanes que se encuentran trabajando en material para un disco nuevo, el cual muy probablemente se grabe en el estudio propio de Mickelson.

## Miembros
El vocalista Øyvind Hægeland formó parte de Manitou hasta 1995, banda con la que grabó Entrance, participó como miembro en vivo de Arcturus desde 2003 hasta 2005, colaboró con Mayhem en Grand Declaration of War, fue bajista de Lunaris entre 2000 y 2001 con el pseudónimo Andrè "Maztema" Werdenskrieg y es miembro activo de Scariot desde 2004, con quienes editó Momentum Shift en 2007.
El baterista Asgeir Mickelson fue miembro de Borknagar hasta 2006, ha sido músico de sesión en grabaciones de Vintersorg, Enslavement of Beauty, Hardingrock, Myoclon, Lunaris, Ihsahn, ICS Vortex y Scariot, colaboró como miembro en vivo en Testament, Sturmgeist y Highland Glory, participa en proyectos como Thornbound con Norberg, y su unipersonal God of Atheists, también es diseñador gráfico y redactor de revistas especializadas de metal.
El guitarrista Steinar Gundersen es miembro en vivo de la banda Satyricon desde 1999 bajo el pseudónimo de Azarak, colaboró con Lunaris hasta el 2003 y actualmente se encuentra en los proyectos System:obscure junto a Norberg, y Sarke y ICS Vortex con Mickelson.
El bajista Lars K. Norberg participó como músico de sesión del disco Now Diabolical de 2006 de Satyricon, a quienes también ayudó como músico en vivo desde 2002 hasta 2007, junto a Mickelson coincide en Thornbound como así también en las últimas grabaciones del ex-Emperor Vegard Sverre Tveitan (Ihsahn), junto a Gundersen participa en el proyecto de black/death metal System:obscure donde ejecuta un bajo fretless, y se dedica a lo que él llama "su banda principal", Spiral Architect.
Los miembros pasados Leif J. Knashaug y Kaj Gornitzka coincidieron tanto en Anesthesia y Spiral Architect, como en su grupo actual, Twisted into Forms, mientras el retirado Andreas Jonsson continúa en Lunaris.

### Actuales
- Øyvind Hægeland — Voz, teclados
- Asgeir Mickelson — Batería
- Steinar Gundersen — Guitarra líder
- Lars K. Norberg — Bajo, Programación

### Pasados
- Andreas Jonsson — Guitarra rítmica
- Kaj Gornitzka - Guitarra rítmica, Coros

### Invitados
- Leif Knashaug − Voz (contratado para el demo de 1995)
- Sean Malone − Chapman Stick (contratado para la canción Occam's Razor)

## A Sceptic's Universe

### Sonido
Lanzado en Japón el 16 de diciembre de 1999 y el 18 de enero de 2000 en el resto del mundo, A Sceptic’s Universe es el primer y único LP editado por Spiral Architect. Fue grabado en junio de 1998 en el estudio Village Productions de Tornillo, Texas, mezclado en febrero de 1999, y producido por el inglés Neil Kernon, quien trabajó con Yes, Brand X, Queensrÿche, Nevermore, Cannibal Corpse, Macabre, Nile, Deicide, Judas Priest entre otros, y es muy aclamado por su trabajo con Hall & Oates.
El sonido del álbum se caracteriza por utilizar elementos de Jazz y Metal que producen mucha complejidad e intensidad, con la innovación de tratar de superar las estructuras cíclicas musicales y desafiar las formas convencionales, lo que produce la sensación de mucha elaboración en un ambiente aparentemente caótico.
Con una visión progresista de la técnica, el contrapunto y el virtuosismo se destacan en todo momento, así como también se distinguen los arreglos electrónicos en muchos pasajes del disco y el uso del poco usual Chapman Stick, tocado por Sean Malone en la canción Occam's Razor.
A pesar de los vínculos de los integrantes con géneros como el death metal y el black metal, la vocalización es melódica y lírica en lugar de ser gutural, lo que convierte a Hægeland en una pieza fundamental del proyecto, quien reconoce sus mayores influencias en John Arch de Fates Warning, Rob Halford y lo primera etapa de Geoff Tate en Queensrÿche.
Una curiosidad del sonido del álbum es el bajo de Norberg, el cual es muy protagónico, tanto por el volumen que le dio Kernon en la mezcla final, tratando de que se oigan todos los instrumentos, como por la técnica utilizada en el Steinberger Q4. El característico sonido no contó con efecto alguno, ya que Norberg solo usó un amplificador SWR 4000 head y un gabinete de parlantes Ampeg 8 x 10, sin embargo el bajista experimentó con técnicas que simularan un fretless, tratando de crear un "híbrido" para conseguir lo mejor de los dos estilos, básicamente usando más ligado. Tocando muchas octavas paralelas, le dio tanto la riqueza del sonido fretless como un sentimiento de glissando, generando reminiscencias de un pedal octaver.
Otra anécdota curiosa de la grabación de A Sceptic's Universe es la técnica de grabación que Gundersen usaba para la guitarra rítmica, ya que él grabó la mayor parte de éstas en lugar de Gornitzka. Mickelson y Kernon cuentan que durante la grabación, Gundersen ejecutaba su instrumento sin escucharlo, sólo oyendo las pistas de la batería y el bajo.

### Canciones
| N.º   | Título                                                                          | Duración |  |
| 1.    | «Spinning»                                                                      | 03:23    |  |
| 2.    | «Excessit»                                                                      | 06:14    |  |
| 3.    | «Moving Spirit»                                                                 | 03:44    |  |
| 4.    | «Occam's Razor»                                                                 | 01:33    |  |
| 5.    | «Insect»                                                                        | 05:54    |  |
| 6.    | «Cloud Constructor (x/Cloud of Unknowing, y/Being and Nothingness, z/Shuffled)» | 05:25    |  |
| 7.    | «Conjuring Collapse»                                                            | 06:31    |  |
| 8.    | «Adaptability»                                                                  | 04:34    |  |
| 9.    | «Fountainhead»                                                                  | 06:30    |  |
| 10.   | «Prelude To Ruin (Cover de Fates Warning, Bonus de la Edición Japonesa)»        | 07:34    |  |
| 51:23 |                                                                                 |          |  |

Le temática de las letras se balancea entre el objetivismo de Aynd Rand y el escepticismo que profesan los integrantes de la banda. Particularmente, Fountainhead, Moving Spirit y la antigua Porpuse están inspiradas directamente en la obra de Rand, así como también Conjuring Collapse y Excessit pueden ser interpretadas en este sentido, aunque no tengan influencia directa de esta autora. Sin embargo Spinning y Cloud Constructor detentan un escepticismo que jamás hubiese sido aprobado por Rand, al mismo tiempo que Adaptability e Insect, las cuales plantean problemáticas alejadas del objetivismo.
En los seis años que la banda tardó en editar su primer LP, muchas circunstancias determinaron el método de composición, lo que fragmentó el proceso en distintas etapas. En los primeros años de existencia de la banda, trabajaron bastante erráticamente y tenían problemas para completar las canciones. Fue en los años anteriores a la grabación del disco que la banda encontró la solución en trabajar las canciones separadamente, por lo que una típica canción de Spiral Architect comienza y termina con una persona, mientras los otros integrantes contribuyen con sus piezas y sugerencias.

#### Spinning
Compuesta durante el segundo semestre 1996, con música de Norberg, Gundersen y Mickelson, y letra de Norberg

No fue hasta que Øyvind se unió a la banda, un año después del demo, que nos enfocamos en escribir canciones para un álbum, y Spinning fue la primera canción creada con esta nueva atmósfera. La compusimos a partir de una melodía vieja que habíamos casi desechado, pero que Øyvind (que llegaba con una visión fresca de las cosas) señaló que tenía algunas partes realmente buenas. Al mismo tiempo, yo estaba trabajando con algunas ideas para una canción, la que en mi mente tendría que haber sido Fountainhead y nunca fue (intensa en todas partes). Sin embargo, la realización de la misma había llegado a un parate y no iba a ningún lado. La solución resultó ser la combinación de las dos. El "cuerpo" de la canción desechada volvió a la vida y se intensificó con el fin de coincidir con la otra "media canción" y en un par de semanas se terminó Spinning.
Spinning tuvo las primeras letras que escribí y éstas tenían como fin mostrar una especie de punto de vista nihilista. Sin embargo, la letra era demasiado corta para hacerse entender satisfactoriamente. Por lo tanto la reescribí casi en su totalidad, pero las nuevas palabras como que habían cambiado la onda de la canción y el resto de la banda rechazó los cambios.
Spinning es una de las canciones más técnicas del álbum, y muchos de los riffs no son muy lógicos para tocar. Para la guitarra la canción exige una muy limpia y rápida alternancia entre la técnica de picking y skipping en la misma posición, por lo que Spinning era la selección obvia para audicionar guitarristas. Es probablemente la canción más difícil para el bajo también.
Lars K. Norberg

#### Excessit
Compuesta durante 1997 con música de Gundersen y Norberg, y letra de Gundersen y Hægeland

Excessit fue escrita durante la misma época que Conjuring e Insect. Esta canción es el proyecto de Steinar, y los primeros riffs que hizo fueron el verso y el riff que le sigue de guitarra limpia. Sin embargo durante mucho tiempo tuvo una intro muy diferente, y no fue hasta que fuera reemplazada por los pesados riffs de acorde, que ahora dominan, que la canción realmente comenzó a tomar forma. Creo que la parte limpia del principio se añadió después. De cualquier manera, repetir los nuevos riffs de la introducción también proporcionó riffs para otras partes de la canción. La sección con la que pasamos más tiempo trabajando como banda fue la más larga, la sección suave en el medio de la canción. El arreglo final se le puso durante los ensayos.
La canción se destaca del resto del material por su uso extensivo de acordes de guitarras, y aprendí que es una canción bastante trabajosa para tocar con ese instrumento. Sin embargo es una canción bastante fácil en el bajo, la línea de bajo es lógica y fácil de ejecutar, por lo que es la que más me gusta tocar.
La letra fue escrita por Steinar, pero como tiene un montón de palabras y frases que Øyvind había utilizado al hacer la línea vocal, ambos están acreditados.
Lars K. Norberg

#### Moving Spirit
Compuesta durante fines de 1997 y principios de 1998 con música de Norberg y letra de Norberg y Hægeland

Moving Spirit fue la última canción que se escribió para el álbum, y fue la más fácil de hacer. Fue escrita en un par de semanas antes y después de la Navidad del 1997. Quería hacer una canción que una bien el álbum. Pensé que sería divertido hacer una canción casi anti-progresiva con letras contradictorias, es decir letras anti-anti-progresivas, por así decirlo. La canción transmite un doble mensaje, y la tensión creada por ello es, en mi opinión, tan importante como los riffs mismos.
Usamos una afinación distinta y más pesada para ésta (la cuerda del Mi bajo está en Re, que en realidad es Re bemol ya que siempre afinamos las guitarras un semitono más bajo de lo normal). Moving Spirit es lo más "groovy" a lo que llegaremos jamás, y aunque la percusión es más difícil de lo que suponía iba a sonar, reconocemos que se trata de una canción fácil. Las últimas líneas de la voz fue una de las pocas cosas que no preparamos antes de entrar en el estudio. Recuerdo estar allí e improvisarlas en el estudio el último día de las sesiones de grabación en Texas.
Lars K. Norberg

#### Occam's Razor
Compuesta durante fines de 1997 y principios de 1998 con música de Norberg

Occam's Razor es un pieza midi que pensamos que estaría bueno que Sean Malone la tocara con el Stick. Le enviamos un ADAT a la casa y lo tuvimos de vuelta en un par de días con su parte grabada y era justo lo que queríamos. La canción estaba destinada a funcionar como contraste con el resto del material. Creo que lo logramos sin arriesgar la unidad del disco como un todo.
Lars K. Norberg

#### Insect
Compuesta durante 1997 con música con Norberg y letra de Norberg

Insect es básicamente mi proyecto y la escribí con metas muy específicas en mente. Quería hacer una canción desbordante de actitud, explorando extremos, desde riffs ultra técnicos hasta riffs salvajemente primitivos, pasando por secciones de inspiración española y latina. Quería también que cada sección tuviera su propio matiz de armonía: la introducción con sintetizador se basa en intervalos de quintas disminuidas y séptimas menores, luego las guitarras continúan y elaboran el patrón del sintetizador sobre el bajo, lo que establece un patrón rítmico con intervalos de séptima mayor. El pre-verso utiliza quintas justas en el modo frigio, y los versos utilizan principalmente intervalos de tercera y sexta menores. Luego aparece el chirriante riff cromático del pre-coro, y más tarde hay un riff hecho en una escala pentatónica japonesa (segunda modalidad de Hirojoshi).
La idea que desencadenó toda la canción es sólo un ritmo simple: 4, 3, 2, 1 con los acentos en cada "uno". Este pulso inicia en tres riffs diferentes de la canción: el riff después de la intro de sintetizador, los versos y el segundo riff después del solo principal. Otras ideas recurrentes son el riff del solo, que es el mismo que hay después de la intro de sintetizador (con intervalos de quinta disminuida y séptimas menores en lugar de séptimas mayores), el final del último verso, donde hay un tema rítmico del riff de la introducción y por supuesto el riff latino que se presenta en tres formas diferentes: primero en la voz, luego en un solo de sintetizador y guitarra, y cerca del final con un solo de guitarra.
La temática de las letras fue pensada desde el principio y usada como referencia durante la composición. La idea original era un "viaje mental", imaginando a la humanidad como un virus que infecta un cosmos orgánico. Cuando me enteré de que Iron Maiden estaba a punto de lanzar una canción llamada "Virus", cambié la metáfora por la de los insectos. No arruinó el concepto ya que los insectos pueden ser igual de devastadores para su entorno. El coro ilustra los movimientos mecánicos constantes y los repentinos "saltos" impredecibles que muestran los insectos.
Tomó casi un año escribir esta canción, sobre todo porque no estaba conforme con la transición de los coros lentos y pesados a los versos latinos de guitarra limpia. No puedo recordar realmente lo que lo convirtió en un problema, pero recuerdo haber tratado todo tipo de cosas antes de acabar con la idea inicial de vuelta, una pausa de corte limpio. Desde ahí, la canción se terminó en un par de semanas.
Insect no es ni la más difícil ni la más fácil para tocar entre todos.
Lars K. Norberg

#### Cloud Constructor
Compuesta durante fines de 1997 y principios de 1998 con música de Gornitzka y Norberg en Cloud of Unknowing, Norberg en Being and Nothingness y Hægeland en Shuffled y letra de Hægeland y Norberg

Cloud Constructor se armó semanas antes de las sesiones de pre-producción con Neil Kernon. A pesar de esto yo diría que es la canción más antigua de las grabaciones. La canción se compone de tres partes: la primera se llama "Cloud of Unknowing" y la mayoría de los riffs de esta parte se hicieron allá por 1992. Las voces de los versos son también las primeras líneas que Øyvind hizo para la banda. La segunda parte, "Being and Nothingness", fue algo en lo que había trabajado para el bajo hacía mucho tiempo. La tercera parte era una pieza con mucha onda que Øyvind había elaborado en el secuenciador. Tiene un fraseado shuffle con un ritmo groove y por lo tanto se llama con acierto "Shuffled". Se añadió a la canción para darle un final encendido.
Esta canción le da al álbum un "respiro" a medio camino. Las voces que cierran la primera parte hacen que este sea probablemente mi momento favorito en todo el álbum. Es por lejos la canción más sencilla que tenemos, junto con Moving Spirit, aunque hay algunas cosas difíciles en Shuffled. El solo de teclado fue realmente ejecutado por Øyvind durante la composición.
La letra fue escrita por Øyvind y yo. Øyvind escribió los versos, yo le hice un par de cambios a estos y añadí las letras de la última sección vocal.
Lars K. Norberg

#### Conjuring Collapse
Compuesta durante 1997 con música de Hægeland y letra de Mickelson

Cuando se unió Øyvind a Spiral Architect trajo consigo un montón de riffs que enseguida programó en un secuenciador, agregó percusión y presentó a la banda en forma de una pieza de tres a cuatro minutos. Sin embargo, los versos originales nunca sonaron bien tocados por la banda, así como algunas otras partes. Por lo que necesitábamos nuevos riffs. Algunos riffs de calidad los encontramos entre algunas otras cosas que él había programado, por lo que Conjuring Collapse es otro ejemplo de diferentes ideas de canciones que se convirtieron en una. Cuando por fin tuvimos todos los riffs, era sólo cuestión de encontrar el arreglo que tuviera más sentido. Así, la canción fue casi como un rompecabezas. En consecuencia, el arreglo final fue elaborado con papel y lápiz por Øyvind y yo durante un descanso de los ensayos.
Conjuring Collapse es probablemente la canción más difícil de tocar entre todos, y todavía tenemos que tocarla en vivo. Como pasa con Adaptability, creo que suena un poco diferente al resto del material, supongo que sobre todo debido a la elección de la armonía.
Lars K. Norberg

El primer riff de Conjuring Collapse es el único que hicimos ensayando. Recuerdo que estaba probando un pulso en la batería para verificar si era posible tocar tanto el hi-hat y el ride al mismo tiempo con el fin de obtener una especie de efecto de "dos golpes arriba de cada uno". El hi-hat y el ride no se supone que interactúen, sino que funcionan por separado con la caja y el bombo. Y mientras intentaba eso, Steinar empezó a tocar algo y ¡voilá!

La letra de Conjuring Collapse es acerca de una humanidad que inventa cosas en las que creer y después de muchos años se da cuenta de que realmente no es nada. Si crees en Dios, seguramente también crees en Papá Noel (ambos son obviamente inventados). Estoy seguro de que en un par de cientos de años las religiones serán consideradas como lo que realmente son: viejos cuentos de hadas (o viejas historias retorcidas con un 5% de verdad restante). El título significa algo así como "hacer magia que está destinada a fracasar".
Asgeir Mickelson

#### Adaptability
Compuesta durante el segundo semestre de 1996 con música de Gornitzka, Gundersen y Norberg y letra de Gornitzka

Creo que esta canción ocupó la mitad del tiempo de ensayo durante casi un año. La canción fue construida principalmente alrededor de riffs de Kaj y es por lo tanto su proyecto, pero su forma de componer, lamentablemente, no cuajó del todo con el resto de la banda en esa etapa. Adaptability fue continuamente reescrita sin (a mi criterio) mejorar mucho, y creo que tengo cerca de 10 versiones de esta canción en cintas grabadas durante los ensayos. La canción terminó siendo escrita en etapas a lo largo de la realización del álbum y, finalmente, reunida totalmente por el grupo en las etapas finales del proceso de composición. A pesar de todo el forcejeo que experimentamos con ella, a mí, sin embargo, me gusta mucho el resultado final.
Adapatability es probablemente la canción con sonido más directo del álbum. Muchas personas dicen escuchar alguna influencia de Cynic en ella, lo que creo es justo. Es también la única canción con la que Øyvind luchó. La mayoría de las líneas vocales en la larga parte del medio con guitarras y voz, fueron en realidad improvisadas en el momento de la grabación. La letra fue escrita por Kaj en el estudio y trata sobre el lenguaje y los problemas de comunicación.
Lars K. Norberg

El tema de Adaptability no es realmente el "pensamiento", ni la "verdad" como tal. La letra trata sobre la comunicación (más bien, la comunicación a través del lenguaje) y si es o no posible para los seres humanos comprenderse realmente entre sí, o si nuestro entendimiento estará siempre deformado y filtrado por el que se encuentra en el extremo receptor de nuestra conversación. Lamentablemente creo que este es el caso, lo que, si es así, significaría que nunca podremos conocer a alguien completa y realmente, ya que constantemente lo entenderemos mal y malinterpretaremos.
Kaj Gornitzka

#### Fountainhead
Compuesta durante el primer semestre de 1995 con música de Norberg, Gornitzka, Gundersen y Mickelson y letra de Gornitzka

La primera canción escrita para el álbum fue "Fountainhead", y fue escrita inicialmente para nuestra participación en el álbum-compilación, allá por el 95. Fountainhead fue escrita cronológicamente, y comenzó con el riff de apertura. Ese riff era en realidad sólo un ejercicio de dedos con el que había trabajado en mi bajo, pero cuando lo tocaba rápido (y en el bajo ese riff es realmente muy fácil de tocar rápido) sonaba bastante salvaje, con su compás raro de 11/16. Como sea, lo llevé al ensayo junto con el riff siguiente, que sonaba un poco Death, y sugerí que tratáramos de improvisar sobre eso. Para mi sorpresa, a los muchachos les gustaron mucho los riffs, y para mí ese fue el momento en que los elementos técnicos se abrieron paso en la música de Spiral Architect. El resto de la introducción fue escrita en una semana o dos, y muchos riffs entraron y salieron antes de que se conformara la versión del álbum. Puedo agregar que dos de los riffs probados y descartados encontrarían después su hogar en "Spinning" y "Excessit".
Yo compuse todos los riffs de la introducción, y me imaginaba que la canción continuaría en la misma veta (rápida y furiosa). Sin embargo eso no iba a ser así. En ese momento estábamos tratando de componer todo juntos, casi votando de manera democrática sobre cual riff debería estar acá, allá, en ninguna parte, etc. Kaj apareció con un riff que trajo la canción de vuelta a la realidad, de nuevo al metal de ritmo constante. Sin embargo, a partir de ahí la canción parecía develarse lógicamente a sí misma. La inclusión de una sección limpia y un solo de bajo fue un experimento de nuestro lado, y funcionó bien para la canción. Además de esto todavía me parece que la forma en que muchos de los riffs vuelven a aparecer en la sección final de la canción, es realmente inteligente. Lo divertido es que esa sección en particular se arregló en el ensayo a los apurones, sólo unos días antes de entrar al estudio para grabarla (aquella primera vez).
Puesto que no había vocalista en esa etapa, Kaj hizo la voz, así como la letra de la canción. La canción se basa en la novela de Ayn Rand "El Manantial".
Fountainhead es una de las canciones más fáciles del álbum, a excepción de la batería de la intro, Asgeir odia mucho tocarla.
Lars K. Norberg